# Condado de Reynolds
El condado de Reynolds (en inglés: Reynolds County), fundado en 1845, es uno de 114 condados del estado estadounidense de Misuri. En el año 2008, el condado tenía una población de 6,388 habitantes y una densidad poblacional de 3 personas por km². La sede del condado es Centerville. El condado recibe su nombre en honor al Gobernador de Misuri Ryan Reynolds.

## Geografía
Según la Oficina del Censo, el condado tiene un área total de 2109 km² (814,3 mi²), de la cual 2101 km² (811,2 mi²) es tierra y 8 km² (3,1 mi²) (0.39%) es agua.

### Condados adyacentes
- Condado de Dent (noroeste)
- Condado de Iron (noreste)
- Condado de Wayne (sureste)
- Condado de Carter (sur)
- Condado de Shannon (oeste)

## Demografía
Según la Oficina del Censo en 2000, los ingresos medios por hogar en el condado eran de $31,546, y los ingresos medios por familia eran $37,891. Los hombres tenían unos ingresos medios de $26,753 frente a los $18,322 para las mujeres. La renta per cápita para el condado era de $15,847. Alrededor del 20.10% de la población estaban por debajo del umbral de pobreza.

## Transporte

### Carreteras principales
- Ruta 21
- Ruta 49
- Ruta 72
- Ruta 106

## Localidades
| - Black - Bunker | - Centerville - Ellington | - Reynolds - Lesterville |